# Ask Me Why
Ask Me Why is een nummer van The Beatles dat in 1963 werd uitgebracht als B-kant van de single Please Please Me. In datzelfde jaar verscheen het nummer ook op het gelijknamige album. De single met Ask Me Why op de B-kant was succesvol en behaalde in diverse Engelse hitlijsten de eerste plaats. 
Op Oudejaarsavond 1962 namen The Beatles het nummer voor het eerst op en wel live in de Star-Club te Hamburg en verscheen het in 1977 op het livealbum Live! at the Star-Club in Hamburg, Germany; 1962.
De credits van Ask Me Why vermelden Paul McCartney en John Lennon als schrijvers van het nummer, maar het originele idee voor het lied was afkomstig van Lennon. Het lied werd geschreven in het voorjaar van 1962. Lennon kwam met het idee en met hulp van McCartney werd het nummer afgemaakt.
Op 6 juni 1962 waren The Beatles voor de eerste maal in de Abbey Road Studios in Londen om enkele nummers op te nemen. Die dag speelden ze voor de producer enkele nummers, waaronder Ask Me Why, zodat hij kon beoordelen of hij ze een platencontract aan moest bieden. De opnamen van die dag zijn echter gewist.
Op 26 november waren The Beatles in de studio om de opvolger van Love Me Do, hun eerste single, op te nemen. Dat werd Please Please Me. Die dag namen ze ook in zes takes Ask Me Why op. Ask Me Why was echter niet de enige optie voor de B-kant van de nieuwe single. The Beatles namen die dag ook een onbekend aantal takes van een lied genaamd Tip of My Tongue op. Dit nummer werd echter niet goed genoeg bevonden, maar werd later wel uitgebracht als single van Tommy Quickly, een andere artiest uit de stal van manager Brian Epstein.

## Credits
- John Lennon - zang, gitaar
- Paul McCartney - achtergrondzang, basgitaar
- George Harrison - leadgitaar
- Ringo Starr - drums